# Lądowisko Gdynia-Wilbo
Lądowisko Gdynia-Wilbo – lądowisko śmigłowcowe w Gdyni, w województwie pomorskim, zlokalizowane przy ul. Przemysłowej 8.
Zarządzającym lądowiskiem jest firma Grupa Bałtycka Sp. z o.o. Oddane do użytku zostało w roku 2013 i jest wpisane do ewidencji lądowisk Urzędu Lotnictwa Cywilnego pod numerem 253.